# Phytomyza tucumana
Phytomyza tucumana är en tvåvingeart som beskrevs av Blanchard 1954. Phytomyza tucumana ingår i släktet Phytomyza och familjen minerarflugor. Inga underarter finns listade i Catalogue of Life.